# Геязли
Геязли — газоконденсатное месторождение в Туркменистане. Находится в 30 км к юго-востоку от села Ербент в Ахалском велаяте. Открыто 22 октября 2009 года. Продуктивный пласт углеводородов расположен на глубине 2600—2620 м.
Открытию предшествовали геологоразведочные работы на территории Западно-Бахардокского района, где расположено месторождение Геязли . Эти работы показали высокие  перспективы Геязли. Есть основания полагать, что это и другие месторождения, а также высокоперспективные площади, открытые геологами в Туркменистане, «составляют единую и, возможно, самую крупную в мире зону нефтегазонакопления».